# Bellovesus
Bellovesus ist eine Gestalt der gallischen Sage. Er soll um 600 oder 400 v. Chr. mit seinem Volk in Oberitalien eingefallen sein.
Die Bellovesus-Sage wird von dem römischen Geschichtsschreiber Titus Livius in seinem Werk Ab urbe condita überliefert. Ihm zufolge soll Bellovesus der Sohn der Schwester des Königs Ambicatus gewesen sein. Seine Familie gehörte zum Stamm der Biturigen, die zu dieser Zeit der mächtigste gallische Stamm waren und daher jeweils den König von ganz Gallien stellten. In dieser Zeit sei die Bevölkerung Galliens so stark gewachsen, dass es nötig wurde, neue Siedlungsgebiete zu erschließen. Bellovesus und sein Bruder Segovesus wurden mit dieser Aufgabe betraut. Während Segovesus von den Göttern ein Zeichen bekam, im Herkynischen Wald nach neuen Gebieten zu suchen, wurde Bellovesus nach Oberitalien, in die spätere Provinz Gallia cisalpina, geleitet.
Bellovesus nahm angeblich die überschüssige Bevölkerung von sechs Stämmen mit auf den Zug über die Alpen: Biturigen, Arverner, Senonen, Haeduer, Ambarrer, Karnuten und Aulerker. Die Alpen stellten für den Zug jedoch zunächst eine unüberwindliche Hürde dar. Erst nachdem Bellovesus einige Griechen, die im Gebiet der Salluvier gelandet waren, bei der Gründung von Massilia (Marseille) unterstützt hatte und damit einem göttlichen Wink gefolgt war, gelang die Überquerung der Alpen durch einen Pass im Gebiet der Tauriner. In Italien angekommen, besiegten die Gallier die Etrusker beim Fluss Tessin und siedelten in einem Gebiet, das Insubrien genannt wurde. Hier gründete Bellovesus die Stadt Mediolanum, heute Mailand.